# Зимняя Универсиада 1960
Зимняя Универсиада 1960 — I зимняя Универсиада, прошла в Шамони, Франция с  28 февраля по 6 марта 1960 года.

## Медали
| Место | Страна       | Золото | Серебро | Бронза | Всего |
| 1     | Франция      | 4      | 2       | 1      | 7     |
| 2     | СССР         | 3      | 1       | 1      | 5     |
| 3     | Чехословакия | 2      | 5       | 0      | 7     |
| 4     | Австрия      | 2      | 2       | 4      | 8     |
| 5     | Швейцария    | 2      | 1       | 1      | 4     |
| 6     | Италия       | 0      | 1       | 1      | 2     |
| 7     | Япония       | 0      | 1       | 0      | 1     |
| 8     | Югославия    | 0      | 0       | 2      | 2     |
| 9     | Польша       | 0      | 0       | 2      | 2     |
| 10    | Венгрия      | 0      | 0       | 1      | 1     |

## Страны-участницы
Всего 145 спортсменов (106 мужчин и 39 женщин) из 15 стран.
- Австрия (9)
- Болгария (8)
- Венгрия (3)
- Италия (11)
- Люксембург (3)
- Норвегия (3)
- Польша (14)
- Румыния (6)
- СССР (18)
- ФРГ (21)
- Франция (15)
- Чехословакия (15)
- Швейцария (17)
- Япония (2)
- Югославия (6)

## Результаты соревнований

### Прыжки с трамплина
| Дисциплина       | Золото                  | Серебро                      | Бронза                   |
| ---------------- | ----------------------- | ---------------------------- | ------------------------ |
| Small Hill - K90 | Альберт Ларионов · СССР | Яромир Невлуд · Чехословакия | Милан Ройина · Югославия |

### Северная комбинация
| Дисциплина                    | Золото                       | Серебро                 | Бронза              |
| ----------------------------- | ---------------------------- | ----------------------- | ------------------- |
| Северная комбинация (мужчины) | Яромир Невлуд · Чехословакия | Альберт Ларионов · СССР | Юрий Крестов · СССР |

### Фигурное катание
| Дисциплина | Золото                          | Серебро                     | Бронза                    |
| ---------- | ------------------------------- | --------------------------- | ------------------------- |
| Женщины    | Йитка Главачкова · Чехословакия | Ева Грожаёва · Чехословакия | Хельга Цёлльнер · Венгрия |

### Лыжные гонки
| Дисциплина                  | Золото | Серебро      | Бронза                                                                           |
| --------------------------- | ------ | ------------ | -------------------------------------------------------------------------------- |
| Женщины - эстафета 3 х 4 км | СССР   | Чехословакия | Польша · Вероника Стемпак · Станислава Прадзяд · Ирена Арламовская-Шимковская    |
| Мужчины - эстафета 4 х 8 км | СССР   | Чехословакия | Польша · Владислав Марек · Шимон Красицкий · Казимир Аугустинек · Казимир Вуйцик |

### Горнолыжный спорт
Мужчины
| Дисциплина        | Золото                      | Серебро                       | Бронза                   |
| ----------------- | --------------------------- | ----------------------------- | ------------------------ |
| Слалом            | Вальтер Эрвиг · Швейцария   | Сбынек Мор · Чехословакия     | Бернар Котте · Франция   |
| Гигантский слалом | Филипп Штерн · Швейцария    | Вальтер Эрвиг · Швейцария     | Клаус Эрвиг · Швейцария  |
| Скоростной спуск  | Манфред Костингер · Австрия | Вальтер Кучера · Австрия      | Хайнц Галлоб · Австрия   |
| Комбинация        | Хайнц Галлоб · Австрия      | Пьер-Джорджо Вильяни · Италия | Петер Лакота · Югославия |

Женщины
| Дисциплина       | Золото                      | Серебро                     | Бронза                   |
| ---------------- | --------------------------- | --------------------------- | ------------------------ |
| Слалом           | Сесиль Принц · Франция      | Мари-Жозе Дюсонше · Франция | Трандль Легат · Австрия  |
| Скоростной спуск | Мари-Жозе Дюсонше · Франция | Гертрауд Габер · Австрия    | Франка Квалья · Италия   |
| Комбинация       | Мари-Жозе Дюсонше · Франция | Сесиль Принц · Франция      | Гертрауд Габер · Австрия |